# Liliana Rodrigues
Liliana Maria Gonçalves Rodrigues de Góis (ur. 13 kwietnia 1973 w Funchal) – portugalska wykładowczyni akademicka, specjalizująca się w naukach społecznych, deputowana do Parlamentu Europejskiego VIII kadencji.

## Życiorys
Ukończyła studia licencjackie z filozofii na wydziale nauk społecznych i humanistycznych Universidade Nova de Lisboa, na tej samej uczelni uzyskała magisterium i doktorach z zakresu nauk społecznych. Zawodowo związana z Universidade da Madeira, gościnnie wykładała na uczelniach hiszpańskich i brazylijskich. Zaangażowała się w działalność organizacji kobiecych i ekologicznych.
W wyborach europejskich w 2014 z ramienia Partii Socjalistycznej uzyskała mandat eurodeputowanej VIII kadencji.